# Podlog (gmina Velike Lašče)
Podlog – wieś w Słowenii, w gminie Velike Lašče. W 2018 roku liczyła 37 mieszkańców.